# Eulepidotis hebe
Eulepidotis hebe är en fjärilsart som beskrevs av Heinrich Benno Möschler 1886. Eulepidotis hebe ingår i släktet Eulepidotis och familjen nattflyn. Inga underarter finns listade i Catalogue of Life.